# 20513 Lazio
20513 Lazio este un asteroid din centura principală de asteroizi.

## Descriere
20513 Lazio este un asteroid din centura principală de asteroizi. A fost descoperit pe 10 septembrie 1999 la Campo Catino de Franco Mallia și Gianluca Masi. Asteroidul prezintă o orbită caracterizată de o semiaxă mare de 2,56 ua, o excentricitate de 0,07 și o înclinație de 2,7° în raport cu ecliptica.